# کویبیشف، ایمیشلی
کویبیشف (به لاتین: Kuybyshev) یک منطقه مسکونی در جمهوری آذربایجان است که در شهرستان ایمیشلی واقع شده است.
گمان می‌رود که این روستا دستخوش تغییر نام شده یا دیگر وجود نداشته باشد، زیرا هیچ وب‌سایت آذربایجانی از این نام استفاده نمی‌کند.